# Croton silvanus
Croton silvanus är en törelväxtart som beskrevs av Léon Camille Marius Croizat. Croton silvanus ingår i släktet Croton och familjen törelväxter. Inga underarter finns listade i Catalogue of Life.